# Biserica Buna Vestire din Târgu Mureș
Biserica Buna Vestire, cunoscută de localnici și sub denumirea de Catedrala Mică (spre a o deosebi de Catedrala Ortodoxă aflată în partea opusă a Pieței Trandafirilor), a fost construită între anii 1926-1936 după modelul Bazilicii Sf. Petru din Roma. 

## Istoric
Deceniul al treilea al secolului al XX-lea vede nu doar o creștere a numărului de enoriași de confesiune greco-catolică, asemenea ortodocșilor, cât și o insuficiență a lăcașurilor de cult dedicate acestora, în care aceștia aveau la dispoziție pe raza orașului Târgu Mureș o singură biserică numită „Biserica de piatră” sau „Biserica lui Bob”.
Așadar apare necesitatea construirii unui nou lăcaș de cult, unul care nu doar să poată acomoda numărul enoriașilor deja existenți, cât mai presus de toate și pe cel viitor, preconizat că va crește. Drept urmare în 1926 o nouă parohie este creată, dar care duce lipsa propriului locaș de cult. În toamna aceluiași an primăria orașului, în urma unui schimb de terenuri, facilitează condițiile necesare construirii acesteia la unul dintre capetele Pieței Trandafiriilor, iar demersuri pentru construirea acesteia încep a lua formă.
Arhitectul Iosif Victor Vlad, de fel și autorul bisericii, în anul 1927 estimează costul total de construcție a acesteia la aproximativ 4.874.678 lei, iar lucrările de înălțare sunt demarate necesitând în fază inițială achiziționarea de cărămizi pe credit cu o dobândă de 12%. În septembrie 1927 primăria aprobă vânzarea cărămiziilor necesare la un preț de 2150 lei per 1000 bucăți cărămizi, prețul total de fiind astfel de 645.000 lei. Până în anul 1928 biserica va achita suma de 500.000 lei pentru 199.500 bucăți cărămizi deja transportate la acea vreme, solicitând 50.500 cărămizi suplimentare care să fie livrate începând cu dată de 25 mai cate 2000-3000 pe zi. Solicitarea este acceptată cu condiția ca biserica să achite întreg datoria, fapt ce are loc în 1929.
Cu excepția finisajelor de zidărie și sculptură interioară biserica în anul 1934 este ridicată, însă pentru finalizarea acestea arhitecții Iosif Vlad Victor și Maetz Ervin realizează o noua estimare a costurilor necesare, aceasta având o valoare de aproape 3.000.000 lei, mai exact 2.920.000. În esență banii alocați până în prima jumătatea a deceniului al treilea se dovedesc a fi insuficienți, în ciuda speranței de finalizare până în anul 1935 inclusiv.
Fondurile necesare finalizării bisericii sunt alocate treptat, cea mai semnificativă tranșă, de 1.000.000 lei, venind în iulie 1935 și urmând ca respectiva să fie achitată în rate de câte 200.000 lei pe parcursul lunilor iulie-noiembrie. Pe parcursul anului următor restul banilor necesari sunt atrași, de data aceasta nu doar din partea primăriei, ci și din alte surse precum Prefectura Județului Mureș(450.000lei), Ministrului Lepădatu(200.000lei) și Partidul Național Liberal care alocă 1.000.000 lei pentru bisericile din județ, 302.045 destinați Bisericii Greco-Catolice din Târgu Mureș.
Nume sub care la data de 8 noiembrie a aceluiași an este inaugurată de către P.S Al. Nicolescu, episcop al Lugojului. Printre altele primarul marchează importanța zilei menționând: „Un asemenea act este pretutindeni important pentru viața noastră națională, dar importanța lui ia proporții și mai mare pe aceste meleaguri unde bisericile românești erau până la unire tolerate abia la marginea orașelor ... Credem că pronia divină a trimis ca un bun augur pe Înalt Prea Sfinția Voastră ca aici în Târgu-Mureș să faceți începutul, desigur lungului șir al sfințirilor de biserici române unite.”
Așadar, biserica a reprezentat la momentul ridicării nu doar o extindere a credinței Greco-Catolică și un nou locaș de cult, ci și un pas către integrarea bisericilor românești, care până la Marea Unire au fost nu doar în minoritate ci și marginalizate, în peisajul metropolei.
Protopopul Iosif Pop (1896-1985) a rămas la Târgu Mureș în timpul ocupării Transilvaniei de Nord de Ungaria fascistă, între 1940-1944. În anul 1948 a fost arestat de autoritățile comuniste pentru refuzul de a trece la Biserica Ortodoxă Română.
În anul 1948, după interzicerea Bisericii Române Unite cu Roma, autoritățile comuniste au instalat în Biserica Buna Vestire din Târgu Mureș o parohie a Bisericii Ortodoxe Române, care folosește lăcașul până în prezent. 
Biserica se găsește pe lista edificiilor revendicate de BRU. 
În data de 11 februarie 2014 Tribunalul Mureș a dat dreptate părții greco-catolice, soluție atacată cu recurs de către partea ortodoxă. În data de 27 noiembrie 2014 Curtea de Apel Târgu Mureș a admis recursul Protopopiatului Ortodox Român Târgu Mureș și a respins acțiunea Protopopiatului Greco-Catolic Târgu Mureș.

## Galerie de imagini

Fațada bisericii
Statuia primarului Emil Dandea